# Abraham van Beyeren

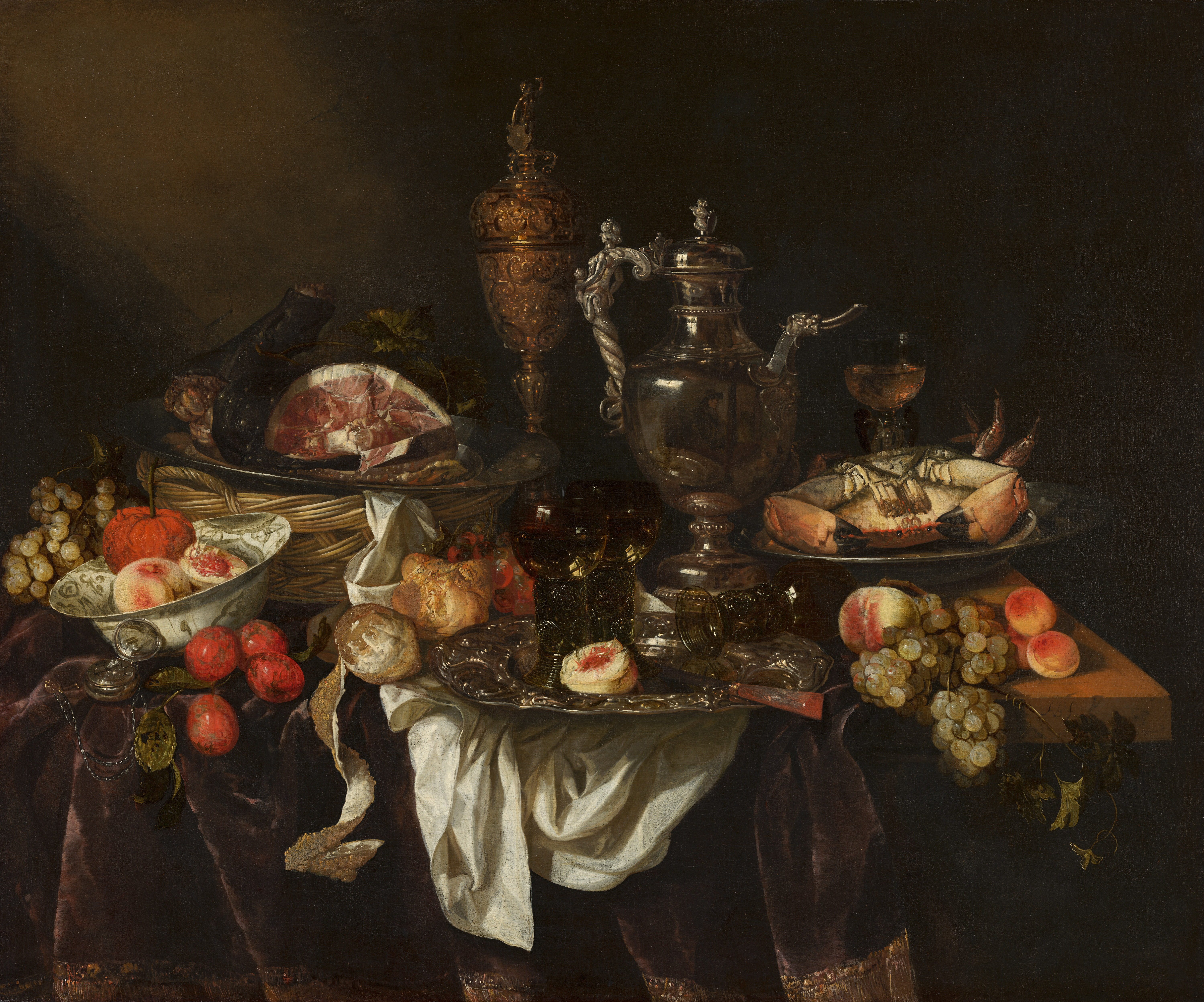
Martwa natura (ok. 1655), Mauritshuis Haga

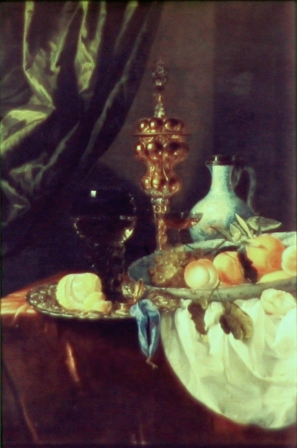
Martwa natura z Pronkbekerem (ok. 1660), Galeria Malarstwa i Rzeźby Muzeum Narodowego w Poznaniu

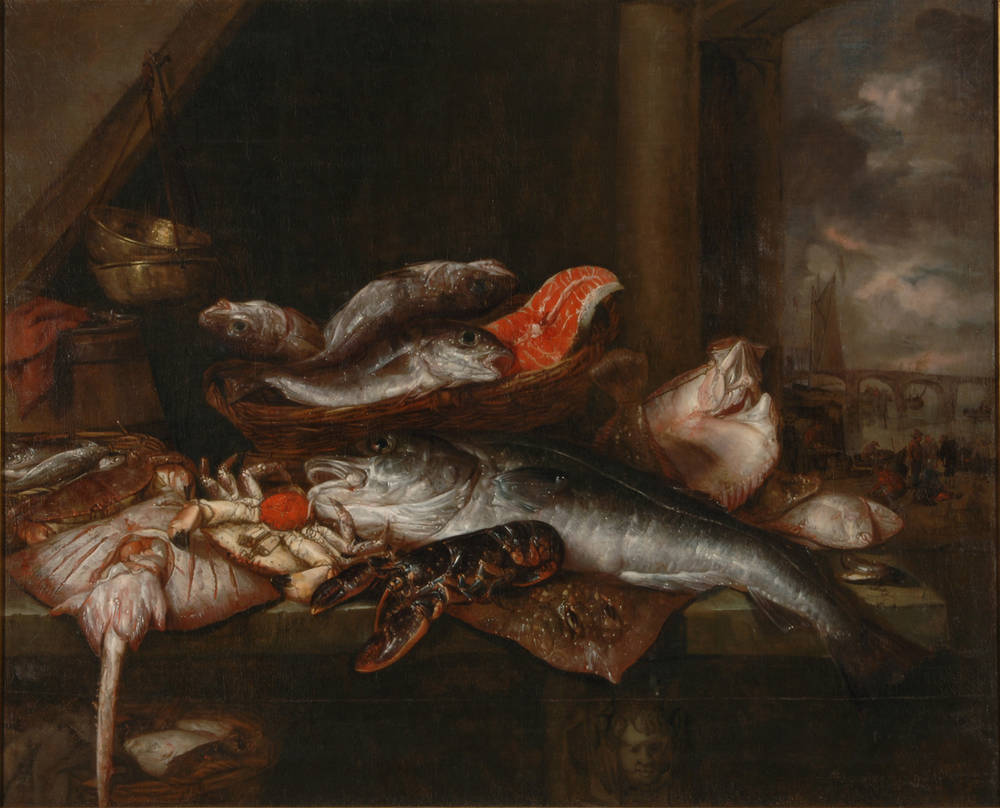
Martwa natura z rybami (ok. 1650), Gemaeldegalerie Drezno

Abraham Hendrikszoon van Beyeren lub Beijeren (ur. w 1620 lub 1621 w Hadze, zm. w marcu 1690 w Overschie koło Rotterdamu) – holenderski malarz okresu baroku, uważany za jednego z najwybitniejszych malarzy martwej natury.

## Życiorys
Urodził się w Hadze jako syn Hendrika Gilliszoona van Beijeren. W kwietniu 1639 w Lejdzie ożenił się z Emerentią Staecke. Jego drugą żoną była Anna van den Queborn, którą poślubił w lutym 1647 w Hadze.
W 1640 został członkiem cechu malarzy w Hadze. W 1656 był współzałożycielem Confrerie Pictura. W latach 1657–1963 działał w Delfcie, w latach 1663–1669 w Hadze, od 1669 do 1674 w Amsterdamie, od 1674 przez rok w Alkmaarze, w latach 1675–1677 w Goudzie, a od 1677 do śmierci w Overschie.
W 1636 był uczniem Tymana Crachta. Wyraźny wpływ na jego twórczość wywarł Jan van Goyen (wczesne pejzaże morskie), jego szwagier Pieter de Putter (wczesne martwe natury z rybami), Jan Davidszoon de Heem (martwe natury vanitas) oraz malarze flamandzcy: Frans Snyders i Alexander Adriaenssen, którego martwe natury z rybami były czasem mylone z obrazami Beyerena.

## Twórczość
Początkowo specjalizował się w martwych naturach z rybami, ale około połowy XVII wieku zaczął malować wystawne stoły bankietowe zastawione srebrnymi i złotymi naczyniami, weneckim szkłem, wybornymi owocami i drogimi obrusami z adamaszku, satyny i aksamitu. Prace tego rodzaju, w których rywalizował z nim mógł jedynie Willem Kalf, dawały mu możliwość zademonstrowania swojej umiejętności w ukazywaniu gry świateł na powierzchniach malowanych przedmiotów oraz bogactwa formy i barwy w pełnej przepychu kompozycji.

## Wybrane dzieła
- Martwa natura (ok. 1655) – Amsterdam, Rijksmuseum
- Martwa natura – Antwerpia, Koninklijk Museum voor Schone Kunsten
- Martwa natura bankietowa – Haga, Mauritshuis
- Martwa natura z bukietem kwiatów – Haga, Mauritshuis
- Martwa natura z homarem (1653)– Monachium, Stara Pinakoteka
- Martwa natura z owocami i wytwornymi naczyniami – Berlin, Gemäldegalerie
- Martwa natura z Pronkbekerem – Galeria Malarstwa i Rzeźby Muzeum Narodowego w Poznaniu
- Martwa natura z rybami – Drezno, Gemaeldegalerie
- Martwa natura z rybami – Haga, Mauritshuis
- Martwa natura z wielkim dzbanem – Zurych, Kunsthaus
- Martwa natura z zegarem – St. Petersburg, Ermitaż
- Ryby na brzegu – St. Petersburg, Ermitaż
- Wzburzone morze – Budapeszt, Muzeum Sztuk Pięknych